# La Leche League

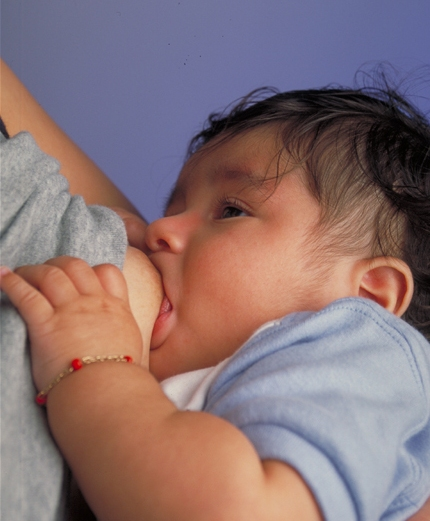
Bebê sendo amamentado

La Leche League (LLL) (em português: "Liga do leite"; La Leche em espanhol traduz-se como "o leite" e League em inglês traduz-se como "liga") é uma organização não governamental internacional sem fins lucrativos que distribui informações e promove o aleitamento materno através do apoio mútuo entre as mães. Foi fundada em 1956 em Franklin Park, no estado de Illinois (nos Estados Unidos) como "La Leche League" e hoje está presente em 68 países, com o nome de La Leche League International (LLLI).

## História
As fundadoras da La Leche League foram sete mães do estado de Illinois que haviam amamentado seus filhos. Estas mulheres foram motivadas a ajudar outras mães que, por uma variedade de razões (muitas vezes devido à falta de informação ou pressão social), tinham dificuldades ou sérias dúvidas sobre como amamentar seus bebês.
A primeira reunião oficial da La Leche League foi em outubro de 1956, e seu primeiro grupo fora dos Estados Unidos apareceu em 1960 no Canadá. Em 1964, a La Leche League tornou-se La Leche League International, Inc., com grupos no Canadá, México e Nova Zelândia.
Curiosamente a organização chama-se La Leche League em inglês, porque na época de sua fundação (durante a década de 1950) os jornais rejeitavam as notícias sobre reuniões onde aparecia a palavra breastfeeding (aleitamento materno), já que nos Estados Unidos a palavra breast (mama) era considerada pouco apropriada para sua publicação em revistas de família ou revistas gerais. O nome "La Leche League" é inspirado em uma capela católica localizada no estado da Flórida que tem o nome de "Nossa Senhora do Leite e do Bom Parto".

## Filosofia e missão da organização
A filosofia básica da La Leche League pode ser resumida nos dez pontos seguintes:
- A boa maternidade através do aleitamento materno é a forma mais natural e eficaz para entender e atender as necessidades do filho.
- Mãe e filho precisam estar juntos imediatamente, precocemente e frequentemente para estabelecerem uma relação satisfatória juntos e uma produção adequada de leite.
- Em seus primeiros anos, a criança tem uma necessidade intensa de estar com sua mãe que é básica, bem como a sua necessidade de ser alimentada.
- O leite materno é por excelência o melhor alimento para a criança.
- Para uma criança recém-nascida saudável, o leite materno é o único alimento necessário até que ele mostre sinais de que precisa de alimentos sólidos, que acontece aproximadamente à metade do primeiro ano de vida.
- Idealmente a relação de amamentar continuará até que a criança supere a necessidade de tal relação.
- A participação alerta e ativa da mãe no parto é um bom começo para o aleitamento materno.
- O amor, o apoio e o acompanhamento dos pais são muito importantes para o aleitamento materno e fortalecem a união do casal. O relacionamento especial de um pai com seu filho é um fator importante no desenvolvimento da criança desde a primeira infância.
- Uma boa nutrição significa ter uma dieta equilibrada e variada de alimentos o mais próximo possível ao seu estado natural.
- Desde a infância, as crianças precisam ser canalizadas com amor, que reflete-se aceitando suas capacidades e ser sensível aos seus sentimentos.